# Monte Titano
Monte Titano är det högsta berget i San Marino, och ligger i Apenninerna. Berget är 739 meter högt och ligger precis öst om huvudstaden San Marino.
Enligt legenden grundade Sankt Marinus San Marino som en by på kalkstensberget. Berget har tre toppar, på vart och ett finns ett torn, dessa torn kallas "San Marinos tre torn". De tre tornen finns nedtecknade på både San Marinos statsflagga och San Marinos statsvapen.
Det första tornet heter Guaita, och är det äldsta och det mest kända. Det byggdes på 1000-talet och fungerade under en kort tid som fängelse. Det andra tornet heter Cesta och ligger på Monte Titanos högsta topp. Där finns sedan 1956 ett museum tillägnat Sankt Marinus. Tornet byggdes på 1200-talet. Det tredje tornet heter Montale och är uppfört på Monte Titanos lägsta topp. Till skillnad från de andra tornen är det inte öppet för allmänheten. Det byggdes på 1300-talet.

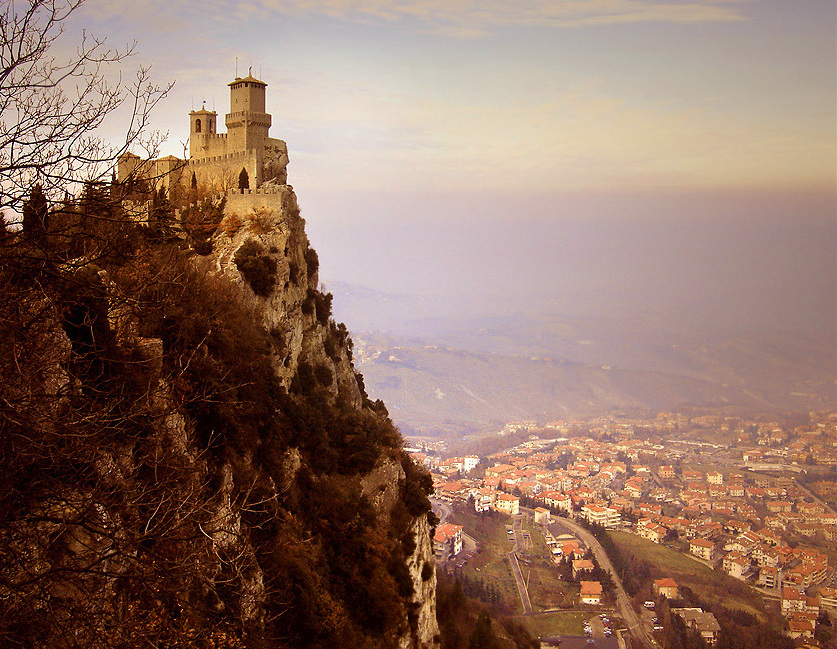
Guaita
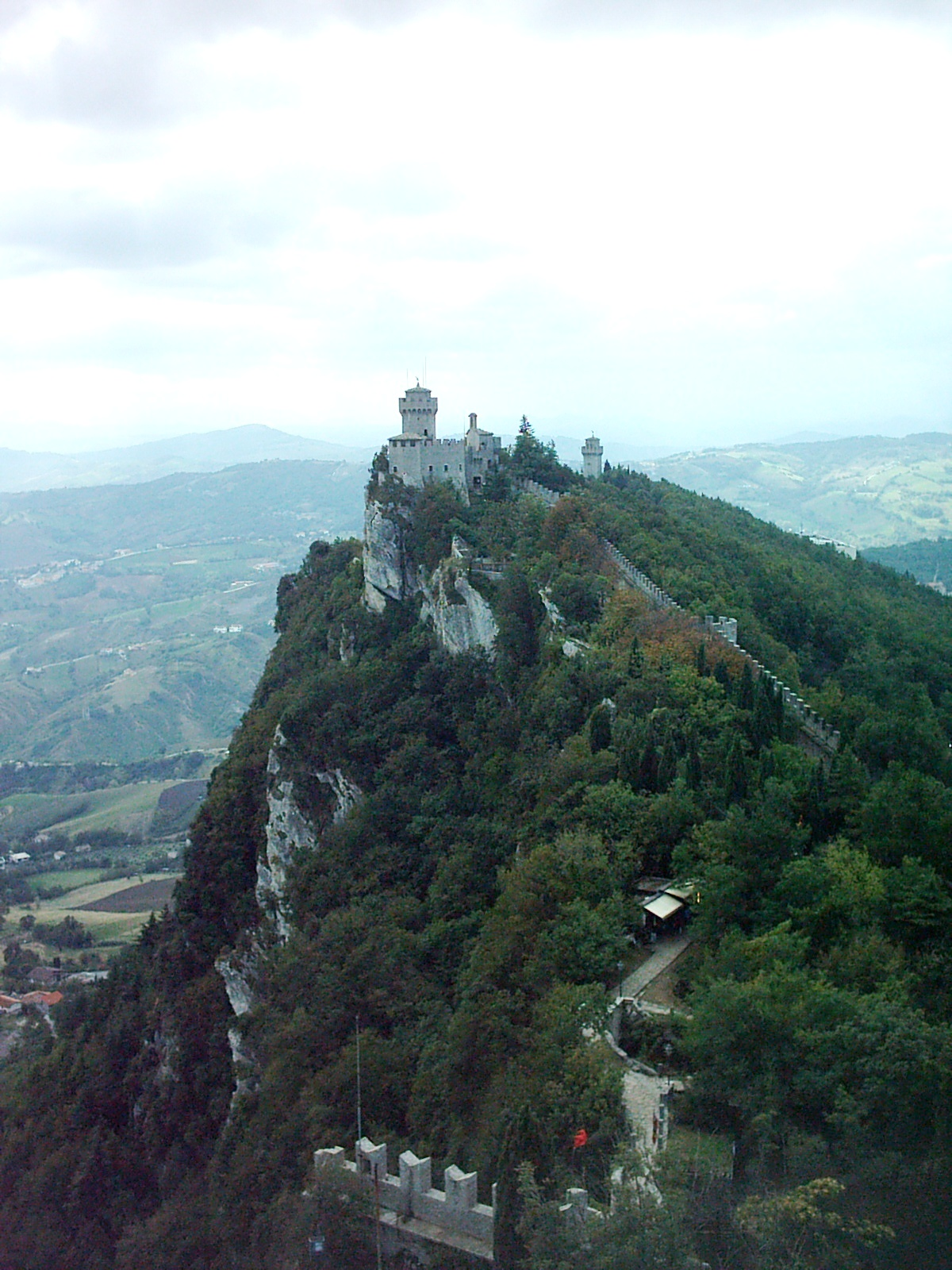
Cesta
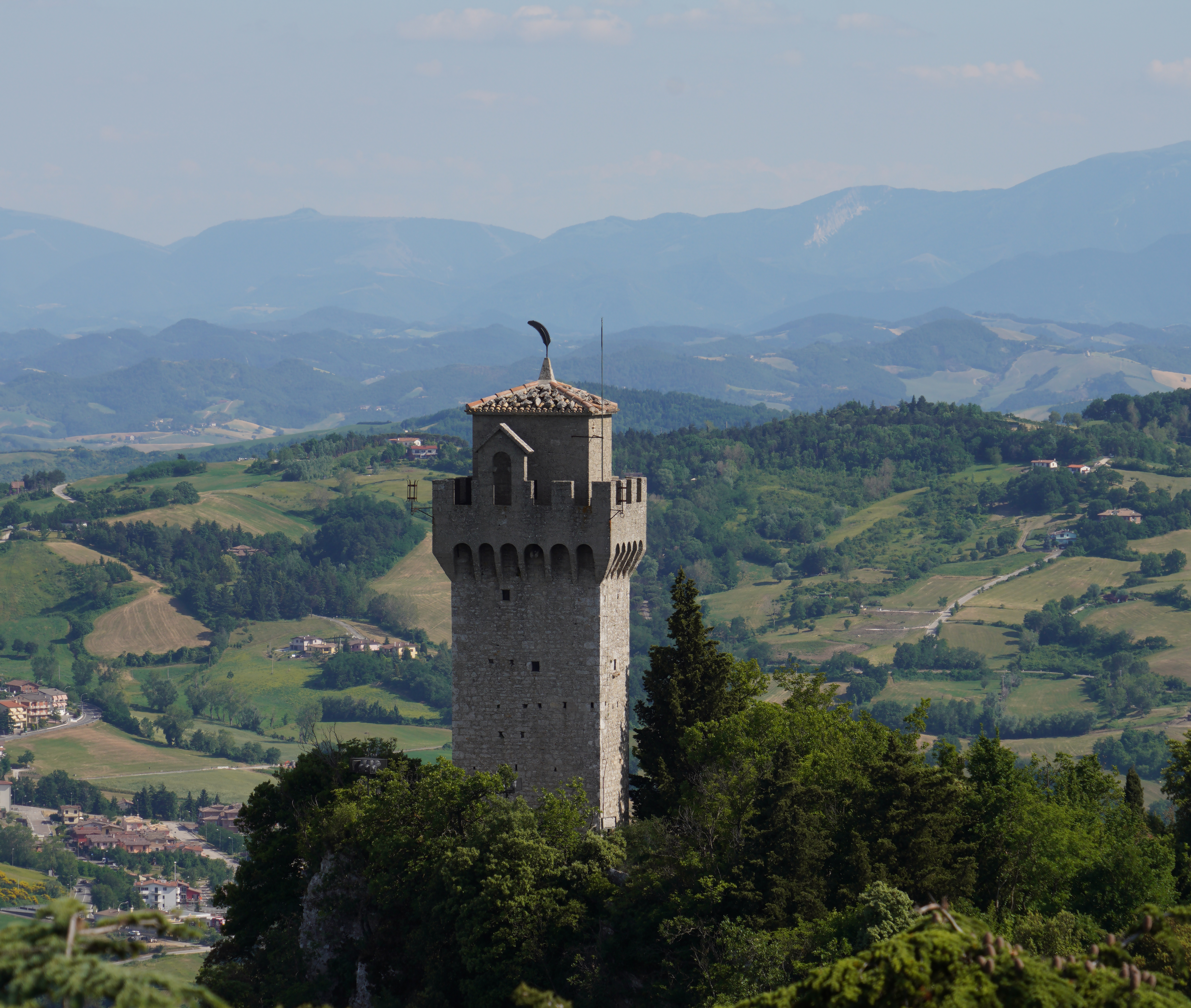
Montale